# 張楚城
張楚城（1527年—？），字釐卿，湖廣荊州府江陵縣人，民籍，明朝政治人物。

## 生平
嘉靖四十年（1561年）辛酉科湖廣鄉試第三十九名舉人。隆慶二年（1568年）中式戊辰科會試第一百一十名，三甲第四十二名進士。初令吉水縣，五年九月选授刑科给事中，因弹劾吏部侍郎张四维邪僻，上嘉其忠直。六年十月升兵科右给事中，万历元年（1573年）三月升吏科左，二年八月升陕西按察司副使，分巡臨鞏，三年十一月调山西副使，六年七月升右参政，皆有惠政。十二月补浙江左参政，升福建按察使，十年五月升本省右布政使，十一年二月遷雲南左布政使，十五年八月晉太僕寺卿致仕。

## 家族
曾祖張遜；祖父張昂；父張輔，母盛氏。永感下。兄楚瞻、楚翹（贡士）、弟楚善。